# Eric Decker (Politiker)

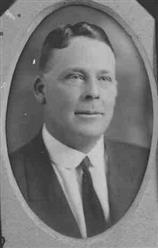
Decker, 1939

Eric Paul Decker (* 22. November 1896 in Roma (Queensland); † 7. Juli 1970 in Sandgate (Queensland)) war Mitglied der Legislative Assembly of Queensland.

## Leben
Decker wurde als Sohn von Edward Herman Decker und Kate Decker (geb. Johnson) in Roma, Queensland, geboren. Er besuchte staatliche Schulen in Queensland und absolvierte später die Brisbane Grammar School, bevor er in die Immobilienbranche einstieg.
Im Jahr 1916 trat er der First Australian Imperial Force bei und wurde im Juni 1917 zum Lance Corporal befördert. Im August desselben Jahres wurde er verwundet und im Mai 1918 erneut verletzt, bevor er im folgenden Jahr entlassen wurde.
Decker heiratete am 18. September 1926 Eden Templeton Kemp († 1990) und hatte mit ihr einen Sohn und eine Tochter. Er war ein begeisterter Fischer und verbrachte viel Zeit mit seinem Freund George Mulvena auf dem Wasser. Jedoch kenterte ihr Beiboot während eines Angelausflugs vor Sandgate und beide Männer ertranken. Decker wurde im Krematorium von Albany Creek eingeäschert.

## Öffentliche Karriere
Von 1931 bis 1941 war Decker Mitglied des Brisbane City Council und vertrat dabei den Bezirk Sandgate. Während seiner Amtszeit war er von 1939 bis 1940 auch Vorsitzender des Betriebsausschusses.
1941 gewann Decker den Sitz von Sandgate bei den Wahlen zum Bundesstaat Queensland für die Country Party und besiegte damit das amtierende Mitglied Roland Hislop von der Labour Party. Später trat er der Queensland People’s Party bei. Decker vertrat Sandgate bis zu den Wahlen in Queensland im Jahr 1953, bei denen er überraschenderweise vom Labour-Kandidaten Herbert Robinson besiegt wurde.